# ドラゴニカ
『ドラゴニカ』（DRAGONICA）は、Barunson Interactiveが開発しネクソンより運営されていたMMORPG。

## 概要
グラフィックには3Dポリゴンを使用しながらも、横スクロールのベルトアクションのようなゲームシステムを持つのが特徴（奥行きの概念はある）。また、「ミッション」と呼ばれる、プレイヤーや、所属するパーティーしか入れないマップが多くあり、MORPGの要素も含んでいる。
2012年11月28日正午をもって、日本国内版のサービスを終了した。

## アップデート
- 2009年12月23日 - クローズドβテスト開始。
- 2010年1月6日 - オープンβテスト開始。
- 2010年1月20日 - 正式サービス開始。また、2次職実装。
- 2010年5月26日 - 3次職実装。

## システム
前述のとおり、横スクロールアクションのような戦闘システムを搭載している。敵キャラクターに攻撃を当てると、コンボ数がカウントされ、コンボ数が多くなるにつれ、獲得経験値が増えていく。そのコンボ数も、一定時間攻撃を当てない状態が続くと解除されてしまうので、スキルを組み合わせたり、空中コンボを駆使するなどし、コンボを切らさないように上手く操作していくことが重要となる。

## 職業

### 基本職
プレイヤーはまず、下記の4つの職業から1つを選んでプレイする。その後、キャラクターが一定のレベルに達すると、転職のクエストが受注出来るようになり、クリアすることで上位の職業に転職が可能になる。
- 「戦士」
- 「魔法使い」
- 「弓使い」
- 「盗賊」

### 1次職
キャラクターのレベルが20になると転職可能になる。
- 「ナイト」 - 「戦士」より転職可。
- 「グラディエーター」 - 「戦士」より転職可。
- 「アコライト」 - 「魔法使い」より転職可。
- 「ウィザード」 - 「魔法使い」より転職可。
- 「ハンター」 - 「弓使い」より転職可。
- 「レンジャー」 - 「弓使い」より転職可。
- 「クラウン」 - 「盗賊」より転職可。
- 「アサシン」 - 「盗賊」より転職可。

### 2次職
キャラクターのレベルが40になると転職可能になる。
- 「パラディン」 - 「ナイト」より転職可。
- 「マーセナリー」 - 「グラディエーター」より転職可。
- 「プリースト」 - 「アコライト」より転職可。
- 「アークメイジ」 - 「ウィザード」より転職可。
- 「トラッパー」 - 「ハンター」より転職可。
- 「スナイパー」 - 「レンジャー」より転職可。
- 「ダンサー」 - 「クラウン」より転職可。
- 「ニンジャ」 - 「アサシン」より転職可。

### 3次職
キャラクターのレベルが59になると転職可能になる。
- 「ドラゴンナイト」 - 「パラディン」より転職可。
- 「デストロイヤー」 - 「マーセナリー」より転職可。
- 「ビショップ」 - 「プリースト」より転職可。
- 「ウォーロード」 - 「アークメイジ」より転職可。
- 「センチネル」 - 「トラッパー」より転職可。
- 「ストライカー」 - 「スナイパー」より転職可。
- 「ジョーカー」 - 「ダンサー」より転職可。
- 「シャドウ」 - 「ニンジャ」より転職可。